# 埃里克·伊瓦爾·弗雷德霍姆
埃里克·伊瓦尔·弗雷德霍姆（Erik Ivar Fredholm，1866年4月7日—1927年8月17日），瑞典数学家，积分方程理论的创始人之一。
弗雷德霍姆分两种情形处理积分方程得到的结果就是著名的弗雷德霍姆择一定理，该定理表明积分方程要么具有唯一解，要么相应的齐次积分方程具有非零解。著名数学家和数学史家迪尔多内称弗雷德霍姆的积分方程工作为泛函分析的四项奠基性工作之一，可见其对泛函分析建立的重要性。